# 236784 Livorno
236784 Livorno è un asteroide della fascia principale. Scoperto nel 2007, presenta un'orbita caratterizzata da un semiasse maggiore pari a 2,5438598 au e da un'eccentricità di 0,1044634, inclinata di 4,27525° rispetto all'eclittica.
L'asteroide è dedicato all'omonima città italiana.